# Tarzan's Fight for Life
Tarzan's Fight for Life (bra: Tarzan e a Tribo Nagasu) é um filme norte-americano de 1958, do gênero aventura, dirigido por H. Bruce Humberstone e estrelado por Gordon Scott e Eve Brent.

## A produção
Enquanto sua equipe estava na África, filmando Tarzan and the Lost Safari, o produtor Sol Lesser formou uma empresa com a finalidade de produzir uma série para o canal de TV NBC. Ora, para isso, ficou decidido que o herói voltaria a ter uma família. Eve Brent foi contratada para viver Jane e Rickie Sorenson para interpretar um menino chamado "Tartu", uma elisão de "Tarzan-two". O escritor Thomas Hall Philips preparou um roteiro para introduzir as novidades.
Esse roteiro resultou em Tarzan's Fight for Life, filme que também celebra os quarenta anos do rei das selvas nas telas. Apesar de promovido com a frase "filmado onde a ação acontece", as filmagens aconteceram nos estúdios da MGM. Entretanto, foram enxertadas muitas cenas rodadas no continente africano para o filme anterior.
A origem de Tartu não é explicada. A publicidade dizia apenas que se tratava do filho adotivo do casal, com dez anos de idade.
Repleta de clichês, a produção mostra pelo menos uma sequência acima da média, em que o Homem Macaco luta contra uma píton de aproximadamente seis metros de comprimento. Antes da conclusão da cena, ela quase estrangulou Scott e foram precisos seis homens para desenredá-la do corpo do[ator.
O filme, lançado em julho de 1958, não foi bem nas bilheterias, o que apressou a decisão de Lesser de vender seus direitos sobre o personagem. Foi o último filme de Sol Lesser.

## Sinopse
Tarzan procura ajudar o Doutor Sturdy a consolidar um hospital na selva, para tratar as doenças dos nativos. O doutor sofre a feroz oposição do feiticeiro Futa, da tribo Nagasu.  O Homem Macaco é preso e escapa, há uma corrida contra o tempo para obter um soro salvador, gente é capturada etc, até que, no fim, a medicina moderna vence as forças da escuridão.

## Elenco
| Ator/Atriz       | Personagem         |
| ---------------- | ------------------ |
| Gordon Scott     | Tarzan             |
| Eve Brent        | Jane               |
| Rickie Sorensen  | Tartu              |
| Jil Jarmyn       | Ann Sturdy         |
| James Edwards    | Futa               |
| Carl Benton Reid | Doutor Sturdy      |
| Harry Lauter     | Doutor Ken Warwick |
| Woody Strode     | Ramo               |